# Илија Милићевић
Илија Милићевић (Београд, 20. јуна 2001) српски је фудбалер који тренутно игра за Колубару.

## Статистика

### Клупска
Ажурирано 27. фебруара 2023.
|                         |          |                   |    |   |   |   |   |   |   |   |    |   |  |  |
| Таково (позајмица)      | 2019/20. | Српска лига Запад | 2  | 0 | — | — | — | — | — | — | 2  | 0 |  |  |
|                         |          |                   |    |   |   |   |   |   |   |   |    |   |  |  |
| Металац Горњи Милановац | 2019/20. | Прва лига Србије  | 0  | 0 | 0 | 0 | — | — | — | — | 0  | 0 |  |  |
| Металац Горњи Милановац | 2020/21. | Суперлига Србије  | 17 | 0 | 1 | 0 | — | — | — | — | 18 | 0 |  |  |
| Металац Горњи Милановац | 2021/22. | Суперлига Србије  | 23 | 1 | 1 | 0 | — | — | — | — | 24 | 1 |  |  |
| Металац Горњи Милановац | 2022/23. | Прва лига Србије  | 15 | 0 | 0 | 0 | — | — | — | — | 15 | 0 |  |  |
| Металац Горњи Милановац | Укупно   | Укупно            | 55 | 1 | 2 | 0 | — | — | — | — | 57 | 1 |  |  |
|                         |          |                   |    |   |   |   |   |   |   |   |    |   |  |  |
| Колубара                | 2022/23. | Суперлига Србије  | 4  | 1 | — | — | — | — | — | — | 4  | 1 |  |  |
|                         |          |                   |    |   |   |   |   |   |   |   |    |   |  |  |
| Каријера                | Каријера | Каријера          | 61 | 2 | 2 | 0 | — | — | — | — | 63 | 2 |  |  |
|                         |          |                   |    |   |   |   |   |   |   |   |    |   |  |  |

### Утакмице у дресу репрезентације
| Репрезентација Србије у узрасту до 20 година старости | Репрезентација Србије у узрасту до 20 година старости | Репрезентација Србије у узрасту до 20 година старости | Репрезентација Србије у узрасту до 20 година старости | Репрезентација Србије у узрасту до 20 година старости | Репрезентација Србије у узрасту до 20 година старости | Репрезентација Србије у узрасту до 20 година старости | Репрезентација Србије у узрасту до 20 година старости | Репрезентација Србије у узрасту до 20 година старости | Репрезентација Србије у узрасту до 20 година старости |
| #                                                     | Датум                                                 | Такмичење                                             | Локација                                              | Домаћин                                               | Резултат                                              | Гост                                                  | Гол                                                   | Реф.                                                  |                                                       |
| ----------------------------------------------------- | ----------------------------------------------------- | ----------------------------------------------------- | ----------------------------------------------------- | ----------------------------------------------------- | ----------------------------------------------------- | ----------------------------------------------------- | ----------------------------------------------------- | ----------------------------------------------------- | ----------------------------------------------------- |
| 1.                                                    | 6. септембар 2021.                                    | Пријатељска утакмица                                  | Стадион Теофило Патини, Кастел ди Сангро              | Италија                                               | 0 : 1                                                 | Србија                                                |                                                       | [ 18 ]                                                |                                                       |
| 1                                                     | Укупан број утакмица и постигнутих погодака           | Укупан број утакмица и постигнутих погодака           | Укупан број утакмица и постигнутих погодака           | Укупан број утакмица и постигнутих погодака           | Укупан број утакмица и постигнутих погодака           | Укупан број утакмица и постигнутих погодака           | 0                                                     |                                                       |                                                       |

## Трофеји и награде

### Појединачно
- Најбољи спортиста Општине Горњи Милановац за 2020. годину[19]